# 浜亮太
浜 亮太（はま りょうた、1979年11月21日 - 、本名：濱 亮太、読み同じ）は、大阪府茨木市出身。日本の男性プロレスラー、元大相撲力士。血液型O型。大日本プロレス所属。
1994年から2008年まで大相撲八角部屋所属の力士として活動した。四股名は北勝嵐（ほくとあらし）、最高位は幕下6枚目。
力士時代は身長175cm、体重188kg、プロレスラー転向後は、公称体重225kg。体重では、日本出身プロレスラー史上最重量となる。

## 経歴

### 大相撲時代
1994年、大相撲の八角部屋に15歳で入門し、1995年7月場所に濱の四股名で初土俵を踏む。1997年11月場所から北勝嵐と改名し、3場所全休で序二段まで下がった1999年7月場所で序二段優勝、2001年9月場所には幕下優勝を飾り、翌11月場所では自己最高位の東幕下6枚目に昇進した。突き押し相撲を得意とした。一方で膝のケガが多く、たびたび休場を繰り返した。
2008年5月場所に引退した。断髪式には横綱の白鵬や大関の琴光喜、さらに親友でもある若天狼も駆けつけた。

### プロレス時代

#### 全日本プロレス
2008年、プロレスラーに転向を決意し、7月に全日本プロレスに入門。頭を丸めて1日目から練習生として入寮し電話番や料理番をこなしたという。結局、浜は入寮直後からちゃんこ番の専任となり、選手寮では「ちゃんこは浜が毎日作るけど、その代わりに掃除当番は免除」という扱いになった。
7月14日、社長の武藤敬司と共に入団会見に出席。武藤は浜の性格について「歳も歳だし、ゆっくりしていられないね。」と語っていた。
そして11月3日の両国国技館大会という大きな舞台でのデビューが決定、更にその相手が元横綱の曙であることを発表。さらに体重を200kgまで増量し、今までは丸坊主がそのまま伸びたような新人らしい髪型だったが、デビューに向けて大金星を狙えるようにと金髪のパンチパーマというヘアスタイルにした。
デビュー戦では曙の巨体を投げきるなど奮闘した。浜も翌日の会見では武藤と組んで世界最強タッグ決定リーグ戦への出場が発表された。デビュー直後の抜擢は、1992年大会の秋山準と並び異例の早さであった。
11月16日の台湾大会では、ランニングボディ・プレスで早くも浜の角界出身の先輩でもある荒谷望誉からプロ初勝利を挙げた。
浜は最強タッグが始まる前まではタッグマッチの経験が全く無く、周囲の一部には全敗も予想されていたが、3勝4敗・勝ち点6の成績を残した。その1勝の中には浜の師匠でもあるカズ・ハヤシからフォールを奪うなどの活躍も見せた。敗れた試合でも先輩選手達から後1歩のところまで苦しめるなど、圧倒的なインパクトと存在感を残した。
2009年3月14日の両国大会ではデビュー戦の相手を務めた曙とタッグを結成し、ゾディアック&ジョー・ドーリングの「ブードゥータワーズ」と対戦。試合はVOODOO-MURDERSによる度重なる反則に苦しめられ、惨敗を喫した。
4月にはチャンピオン・カーニバルに参戦、開幕戦ではゾディアックを新技の「リョウタハマー」で下し、さらに太陽ケアにも勝利して2勝3敗でチャンピオン・カーニバルを終えた。
2009年9月23日、後楽園ホールにて曙とタッグを組み、鈴木みのる&NOSAWA論外組を破り、第82代アジアタッグ王座を獲得。そして12月10日、プロレス大賞・最優秀タッグチーム賞と新人賞を受賞。17日には曙とのタッグチーム名を「SMOP」（スーパー・メガトン・オオズモウ・パワーズ）にすることを発表した。
2010年1月2日、タッグマッチながら三冠ヘビー級王者の小島聡からフォールを奪う。さらに2月7日には武藤からもフォールを奪い、試合後マイクで三冠王座挑戦をアピールした。
そして3月21日、両国国技館で小島をシャイニング・ウイザードからのリョウタハマーで沈め、三冠王座を獲得。デビュー後、1年4ヶ月18日という三冠王座史上最短挑戦試合は諏訪魔の最速戴冠（デビュー3年6ヶ月）も塗り替えるというダブル記録をも樹立した。
4月29日、TARU&ビッグ・ダディ・ブードゥ組に敗れてアジアタッグ王座から陥落し、試合後に曙と仲間割れした。5月2日には鈴木に敗れ、三冠王座からも陥落した。5月2日の試合後には諏訪魔や河野真幸らと新世代軍を結成した。
2011年、この頃「都会に疲れた」との理由で群馬県に移住する。
2012年2月19日、『ALL TOGETHER 〜もう一回、ひとつになろうぜ〜』ではキャプテン・オールジャパンに扮し、キャプテン・ニュージャパン&キャプテン・ノアと主要団体のキャプテン達が勢ぞろいし、トリオを結成して参戦した。
2013年6月30日の両国国技館大会を最後に全日本プロレスを退団した。その後、WRESTLE-1旗揚げに参加。

#### WRESTLE-1
WRESTLE-1では、食べ物を奪うレスラーや女子プロレスラーにセクハラをするレスラーを成敗している。逆に自らは、過去には野橋太郎におにぎりを、菊タローには唐揚げを、稲葉大樹にはお菓子を食べられている。
2015年12月30日、大日本後楽園大会にて神谷英慶と組んでBJW認定タッグ王座を獲得。
2016年6月30日、契約満了につきWRESTLE-1を退団、以降は大日本プロレスとZERO1を中心に活動する。

#### 大日本プロレス
2017年7月1日、当日付けで大日本プロレスに正式入団。
2021年1月12日、群馬県前橋市に店主を務めるうどん店「どすこいうどん浜ちゃん」をオープン。試合日と木曜定休となっているが、浜本人が手打ちしたうどんを振舞っている。開業に先立ち、高崎市の「えびすこ本場所」にて修行を積み、開業後もうどん作りのアドバイスを貰っている。今後は飲食店経営をメインとし、プロレスラーとしては試合数を絞る（少なくとも「全国を巡業で回るようなことはしない」）とのことである。

## 改名歴
- 濱 亮太（はま りょうた） 1995年7月場所-1997年9月場所
- 北勝嵐 亮太（ほくとあらし りょうた） 1997年11月場所-2008年5月場所

## 得意技
前述の通り、日本人レスラーとしては最重量級ではあるが、そのずば抜けた巨体を生かしながらも相撲で培ったパワーが最大の武器である。
ハマケツ
雷電ドロップと同型の技。プロレス界イチの説得力を持つ。
ぶちかまし
角界出身の浜ならではの技。
リョウタハマー
ジャックハマーと同型。
浜ハンマー
ビッグバン・ベイダーの得意技であるベイダーハンマー（前腕部でのパンチ攻撃）。2011年3月の両国大会で、ベイダーとタッグを組んだ際に伝授された。2011年チャンピオン・カーニバルから使用開始。
オオキドプレス
現在の浜のフィニッシャーで、いわゆるボディプレス。名前の由来は、浜が通っている整骨院の先生の名前から。コーナーから走ってボディ・プレスをすることもある。日本人最大の巨体を活かし、その巨体が上から降ってくる様は相手選手に恐怖を与え、説得力も十分にある。この技によって、台湾大会でデビュー2戦目にして先輩の荒谷から念願の初勝利を奪った。
スーパーオオキドプレス
リバーススプラッシュと同型。
エルボードロップホールド
ドラゴンスリーパー
対戦相手の顔を自身の脂肪で覆い、呼吸を奪いながら思いっきり体重をかけて締め上げる。浜のこの技を受けた小島は、「ある意味でこの技の元祖である藤波辰爾を超えた威力がある」と述べている。

## タイトル歴
全日本プロレス
- 第41代三冠ヘビー級王座
- 第82、88代アジアタッグ王座 （パートナーは共に曙）
- 第2代F-1タッグ選手権 （パートナーは長州小力）

大日本プロレス
- 第41、47代BJW認定タッグ王座（パートナーは神谷英慶→中之上靖文）
- 第10代、12代、14代、16代、18代、26代横浜ショッピングストリート6人タッグ王座（第10代パートナーは中之上靖文&将軍岡本→第12代、14代、16代、18代パートナーは中之上靖文&宇藤純久→第26代パートナーは中之上靖文&伊禮タケシ）
- 大日本最侠タッグリーグ戦：優勝（2018年。パートナーは中之上靖文）

プロレス大賞
- 新人賞（2009年）
- 最優秀タッグチーム賞（2009年）（パートナーは曙）

## エピソード
- 角界入りした時の浜の体重は80kgであった。しかし、すぐに大食漢の才能が開花し7年後には200kgの巨漢力士になった。力士時代はフライドチキン20ピースを平らげる、焼酎のボトルを2人で一晩30本空ける[5]、30分で100個食べたら無料のギョーザ専門店では15分で完食など多くの伝説を残した。曙の証言によれば、浜はちゃんこの度に毎食、米を一升、鍋の中身を全部平らげた。昼寝の後ラーメンの大盛り4杯と味玉20個を平らげていたと言う。
- プロレス転向後もファンから全日本プロレスの道場にギョーザ1000個が届き、料理番の浜が毎日つまみ食いして約700個を1人で食べ、更に焼肉店で肉を30人前、都内の寿司店でにぎりずしを100貫も平らげた。このため体重が225kgに激増した。なお、道場の体重計は150kg以上は計測不能であるため、別場所より計測した。。
- プロレス転向にあたって、浜の相撲時代の師匠である八角親方からは、「性格はプロレス向き。頑張って欲しい」とエールを送られた。浜の師匠の武藤はコーチ役に若手育成係でもあるカズをあて、「ガッツがある。プロレスを好きって気持ちだけじゃない」と、その肉体だけでなく精神的強さも褒めている。
- モバイルサイト「プロレス・格闘技DX」内の全日本コーナーで、デビュー前からブログを受け持つことになった。
- 現・二子山親方である元大関・雅山とは角界時代から親友関係にある。

## 入場曲
* HAMA TIME
* SOMOU MASTER
* Meco-The Empire Strikes Back

## 出演

### 映画
- テルマエ・ロマエII（2014年）

### CM
- ロート製薬「ロートジー」 ジー×北斗の拳「おまえはもうリフレッシュしている」篇 ハート役[6][7]